# 각막

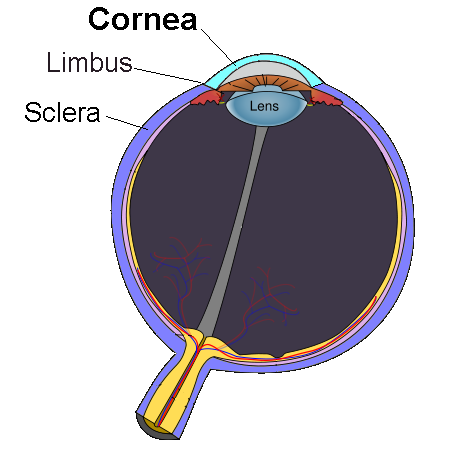
Cornea가 각막을 가리킨다.

각막(角膜, cornea)은 안구 외막의 1/6을 차지하며 빛을 굴절시켜주는 주된 막 중의 하나이다. 강막(強膜, sclera)에 이어지고 안구 앞부분에 있는 투명한 부분이며, 투명도가 저하되면 빛이 안구 내부에 들어갈 수 없게 되어 실명한다. 투명도의 회복이 어려우며, 건강한 각막과 교환해야만 시력이 회복된다. 이러한 수술이 각막 이식이다.

## 개요
가로 10.8mm , 세로 11.8mm이며 약 43D의 굴절력을 가지고 있다. 두께는 중심부가 0.4mm 주변부가 0.6mm로 주변부가 약간 더 두껍다. 5개의 층으로 이루어져 있다. 각막은 각막 뒤의 방수나 주변부의 모세혈관으로부터 영양분을 공급받으며, [말이집(myelin sheath)]이 없는 신경말단(nerve ending)이 매우 많이 분포되어 있어 조그만 자극에도 민감하게 반응해 안구를 보호하고, 조그만 손상에도 이물감과 통증을 일으킨다.

## 각막의 조직학적 6개의 층
- 각막상피(Corneal epithelium): 5~6의 세포층으로 이루어져 있으며, 주변부의 줄기세로포부터 base cell이 생성되어 중심부로 이동하며 7일후 탈락하게 된다.
- 보우만층(Bowman's layer): 세포가 없는 아교질 섬유로되어 있으며, 무색투명하다. 그러나 재생이 불가하여 수술이나 외상시 흉터를 남기게 된다.
- 각막기질(Corneal stroma): 각막의 90%의 두께를 차지하며, 세포의 진행방향및 크기가 일정하다.
- 두아층(Dua's layer): 15마이크론 두께.
- 데스메막(Descemet's membrane): 3~4층의 세포로 이루어져 있으며, 내피의 기저 막으로 추정되는 곳이다.
- 각막내피(Corneal endothelium): 1층의 세포로 이루어져 있으며, 내피의 세포는 정해져 있으며, 재생은 극히 제한적이며, 나이가 들면세포의 수가 감소한다. 세포의 수가 감소할 경우, 주변의 세포가 커져 자리를 메꾸게 된다.

## 관련 질병
가장 흔한 각막 질병으로는 다음과 같다:
- 각막 찰과상(Corneal abrasion)
- 각막 이상증(Corneal dystrophy)
- 각막궤양(Corneal ulcer)
- 각막 신혈관 형성(Corneal neovascularization)
- 후치쓰씨 근육이영양증(Fuchs' dystrophy)
- 각막염(Keratitis)
- 원추각막(Keratoconus)

## 같이 보기
- 각막염

## 참조
- 이 문서에는 다음커뮤니케이션(현 카카오)에서 GFDL 또는 CC-SA 라이선스로 배포한 글로벌 세계대백과사전의 내용을 기초로 작성된 글이 포함되어 있습니다.